# Bipolar Sunshine
Adio Marchant, mieux connu sous le nom de scène Bipolar Sunshine, est un chanteur britannique.

## Biographie
Chanteur du groupe Kid British (en) entre 2007 et 2012, il a depuis engagé une carrière en solitaire. Il est notamment connu pour prêter sa voix dans la chanson Middle (2015) ainsi que Paradise (2025) de DJ Snake.
En (2019), il collabore avec The Avener sur le titre Beautiful.

## Discographie

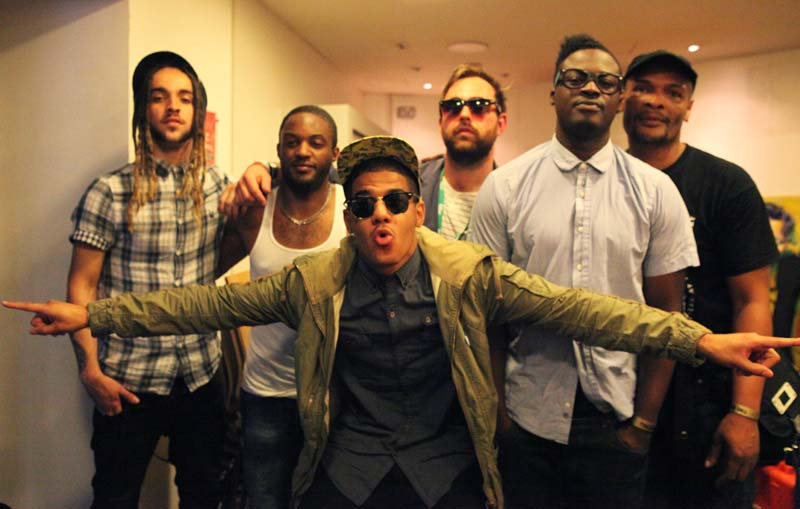
Photographie du groupe Kid British : Bipolar Sunshine est l'avant-dernier en partant de la gauche.

### Albums
- 2018 : The Visionary Tape (avec Rabbithole)
- 2022 : 3034

### Mini-albums et EP
- 2013 : Aesthetics
- 2013 : Drowning Butterflies
- 2013 : iTunes Festival: London 2013
- 2014 : Spotify Sessions London
- 2017 : Night B4 Christmas
- 2018 : Imaginarium

### Singles
- 2013 : Rivers
- 2013 : Love More Worry Less
- 2014 : Where Did the Love Go
- 2014 : Deckchairs on the Moon
- 2015 : Daydreamer
- 2016 : Whole Heart (avec Gryffin)
- 2017 :  The Scientist
- 2017 :  Are You Happy
- 2017 :  Tears
- 2017 :  Major Love
- 2018 :  Easy to Do
- 2018 :  Pressure
- 2018 :  Pedestal
- 2019 :  Away (avec Niko the Kid)
- 2019 :  Mexico (avec KINGDM)
- 2019 :  DiCaprio (avec Bantu, Dr. Chaii)
- 2020 :  Ex WiFi (avec Chloe Angelides)
- 2020 :  Twinkle (avec Earth2Boy, Hiko Momoji)
- 2020 :  Tears in the Tate (avec Earth2Boy, Hiko Momoji)
- 2020 :  Sola (avec Nina Cobham)
- 2020 :  Changes (avec Jake Knox, Chance Peña)
- 2020 :  Somebody's Beloved (avec Milck)
- 2021 :  Gone
- 2021 :  Answers
- 2021 :  Lost At Sea (Illa Illa 2) (avec B.I, Afgan)
- 2021 :  Cruise n Crash
- 2022 :  Too Young

### En tant qu'artiste invité
- 2015 : Middle (feat. Bipolar Sunshine) de DJ Snake
- 2016 : Fires (feat. Bipolar Sunshine) de Shadez the Misfit
- 2016 : Future Pt.2 (feat. Bipolar Sunshine) de DJ Snake
- 2018 : Wake Up (feat. Bipolar Sunshine, Cautious Clay) de Petit Biscuit
- 2018 : Brighter Days (feat. Bipolar Sunshine) de San Holo
- 2018 : Circle Up (feat. Bipolar Sunshine) de Party Favor
- 2019 : Gorgeous (feat. Bipolar Sunshine) de Illenium, Blanke
- 2019 : Beautiful (feat. Bipolar Sunshine) de The Avener
- 2021 : One Night (feat. Laura White, Bipolar Sunshine) de Jazz Purple
- 2021 : Find Your Way (feat. Bipolar Sunshine) de San Solo
- 2021 : Funny Thing About Love (feat. Bipolar Sunshine) de BabyJake
- 2021 : Lose My Mind (feat. Bipolar Sunshine) de Surf Mesa
- 2021 : Don't Be Alarmed (feat. Bipolar Sunshine) de Devault
- 2022 : Wait (feat. Bipolar Sunshine) de Milkblood
- 2025 : Paradise (feat. Bipolar Sunshine) de DJ Snake